# Ooencyrtus leptoglossi
Ooencyrtus leptoglossi är en stekelart som beskrevs av Yoshimoto 1977. Ooencyrtus leptoglossi ingår i släktet Ooencyrtus och familjen sköldlussteklar. Inga underarter finns listade i Catalogue of Life.